# Łubianka
Łubianka è un comune rurale polacco del distretto di Toruń, nel voivodato della Cuiavia-Pomerania.
Ricopre una superficie di 84,64 km² e nel 2004 contava 5 683 abitanti.
Il comune comprende, oltre al capoluogo (Łubianka), le località di: Bierzgłowo, Biskupice, Brąchnowo, Dębiny, Leszcz, Pigża, Przeczno, Słomowo, Warszewice, Wybcz, Wybczyk, Wymysłowo e Zamek Bierzgłowski.